# Jill Rook
Jill Rook (* 1936) ist eine englische Tennis- und Tischtennisspielerin. Sie nahm im Tischtennis in den 1950er Jahren an drei Weltmeisterschaften teil. 1958 wurde sie Europameister mit der Mannschaft.

## Werdegang
Jill Rooks Eltern waren Tennisspieler. Daher war Jill Rook auch im Tennis aktiv, aber ihre Hauptbetätigungsfeld war Tischtennis. Mit 13 Jahren begann sie Turniere zu spielen, zwei Jahre später gewann sie die englische Jugendmeisterschaft. Großen Anteil an ihrem Werdegang hatte ihr Trainer Jack Carrington.
Von 1954 bis 1957 nahm sie an drei Weltmeisterschaften teil, wobei sie 1957 mit der Mannschaft Vierter wurde. 1958 wurde sie Europameister mit der englischen Mannschaft. Danach gewann sie zweimal die Nationale englische Meisterschaft im Doppel, 1959/60 mit Diane Rowe, 1961/62 mit deren Schwester Rosalind Rowe.
Parallel spielte Jill Rook auch recht erfolgreich Tennis. So erreichte sie 1954 das Halbfinale der englischen Juniorenmeisterschaft, wo sie gegen Ann Haydon verlor. Bei dieser Sportart lernte sie den Tennisspieler Alan Mills kennen, den sie im März 1960 heiratete. Danach trat sie unter dem Namen Jill Mills auf.